# Danny Barrett
Pour les articles homonymes, voir Barrett.

b Matchs officiels uniquement.
Dernière mise à jour le 9 mars 2017.
Danny Barrett est un joueur américain de rugby à sept et à XV. Il évolue avec l'équipe des États-Unis de rugby à sept en World Sevens Series et aux Jeux olympiques depuis 2014. Il est international à XV depuis 2014.

## Biographie
Danny Barrett est né le 23 mars 1990 à Pacifica dans l'État de Californie, près de San Francisco. Avec ses grands frères, Jim et Neil, il va à la Sacred Heart Cathedral Preparatory et avec qui il joue au rugby. Il étudie ensuite à l'Université de Californie à Berkley et intègre la section rugby des Golden Bears, club de l'université.

## Carrière

### Rugby à sept
Il integre par la suite l'équipe de rugby à sept du San Francisco Golden Gate RFC avec qui il dispute la coupe du monde des clubs de rugby à sept au stade de Twickenham à Londres,.
Après avoir fait ses débuts internationaux en rugby à sept en 2013-2014, Danny Barrett devient un membre permanent de l'équipe des États-Unis. En mai 2015, il aide son équipe à remporter son premier tournoi des World Sevens Series à l'occasion du tournoi de Londres. Les États-Unis battent en finale l'Australie (45-22) avec deux essais de Banny Barrett.
Danny Barrett est retenu dans la sélection américaine pour disputer les premiers Jeux olympiques de l'histoire du rugby à sept. Les États-Unis jouent dans la même poule que les Fidji et que l'Argentine. Après un premier échec lors du match d'ouverture face aux argentins (14-17) malgré un essai de Danny Barrett, les États-Unis perdent contre les Fidji (19-24). Leur victoire contre le Brésil (26-0) ne changeant pas la donne. Les américains terminent sur une décevante neuvième place, Danny Barrett aura inscrit quatre essais dans le tournoi.

### Rugby à XV
Il dispute son premier match avec l'équipe des États-Unis de rugby à XV le 7 juin 2014 à l'occasion d'une rencontre avec l'Écosse. Fin 2014, il passe un mois au club anglais du Gloucester RFC en Angleterre et des matches avec l'équipe réserve.
Le 1er septembre 2015, il est retenu dans la sélection américaine pour disputer la coupe du monde 2015 qui se déroule en Angleterre.

## Style de jeu
Danny Barrett est un joueur puissant qui utilise son physique pour casser les plaquages des défenseurs adverses.

## Palmarès
- Vainqueur du tournoi de Londres 2015